# Pilar Pellicer
Pilar Pellicer (Pilar Pellicer López, 12. veljače 1938. – 16. svibnja 2020.) bila je meksička glumica poznata po svojim ulogama u meksičkim filmovima i serijama, što uključuje telenovele. Također, bila je redateljica i producentica.
Pellicer je umrla od COVIDA-19.

## Obitelj
Pilar je kći odvjetnika Césara Pellicera Sáncheza i njegove žene Pilar López Llergo te sestra glumice Josefine Yolande Pellicer.
Njezin je stric bio političar Carlos Pellicer Cámara.
Prvi muž joj je bio James Metcalf; njihova je kći glumica Ariane Pellicer. Nakon rastave, Pilar se udala za odvjetnika Javiera Gallásteguija.

## Filmografija

### Važnije uloge u serijama
- Honrarás a los tuyos
- Muchachitas – Martha Sánchez-Zúniga de Cantú
- Uragan – Ada Vargaslugo
- Maćeha – Sonia
- Como dice el dicho – Dalia
- Mujeres asesinas – Amparo Quezada
- La rosa de Guadalupe
- Pobjeda ljubavi – Eva Grez
- La gata – Rita Pérez de Olea[6]

### Važnije uloge u filmovima
- Amor a la vuelta de la esquina
- Tres mujeres en la hoguera – Mané
- Siempre hay una primera vez – Isabel